# Auenstein
Auenstein is een gemeente en plaats in het Zwitserse kanton Aargau en maakt deel uit van het district Brugg.
Auenstein telt 1.568 inwoners.